# Arbeitsleiter
Arbeitsleiter (en español: Líder de Trabajo) fue un rango político del Partido Nacionalsocialista Obrero Alemán que existió entre 1939 y 1945. El rango fue creado para reemplazar el antiguo rango de Mitarbeiter y se dividió en tres niveles: Arbeitsleiter, Oberarbeitsleiter y Hauptarbeitsleiter.
El rango de Arbeitsleiter abarcaba una amplia variedad de tareas y se empleó principalmente como una posición de personal subalterno en todos los niveles del partido (local, condado, regional y nacional). El rango era mayor a la posición de Helfer (ayudante).

## Insignia

Parche de cuello para un Arbeitsleiter
Parche de cuello para un Oberarbeitsleiter
Parche de cuello para un Hauptarbeitsleiter